# La Chapelle-Chaussée
La Chapelle-Chaussée är en kommun i departementet Ille-et-Vilaine i regionen Bretagne i nordvästra Frankrike. Kommunen ligger i kantonen Bécherel som tillhör arrondissementet Rennes. År 2022 hade La Chapelle-Chaussée 1 299 invånare.

## Befolkningsutveckling
Antalet invånare i kommunen La Chapelle-Chaussée
Referens:INSEE